# Qualificazioni al campionato mondiale di calcio 2010 - AFC - Terza fase, gruppo 1

## Classifica
| Squadra   | G | V | N | P | F | S | DR | PT |
| --------- | - | - | - | - | - | - | -- | -- |
| Australia | 6 | 3 | 1 | 2 | 7 | 3 | +4 | 10 |
| Qatar     | 6 | 3 | 1 | 2 | 5 | 5 | 0  | 10 |
| Iraq      | 6 | 2 | 1 | 3 | 4 | 6 | -2 | 7  |
| Cina      | 6 | 1 | 3 | 2 | 3 | 4 | -1 | 6  |

- Australia e  Qatar si qualificano alla fase successiva

## Risultati
| Arbitro: | Mohsen Torki |

|                          |           |               |
| Hawar Mulla Mohammed 51’ | Marcatori | 75’ Zheng Zhi |

| Arbitro: | Subkhiddin Mohd Salleh |

|                                      |           |  |
| Kennedy 10’ Cahill 17’ Bresciano 33’ | Marcatori |  |

| Kunming 26 marzo 2008, ore 14:00 UTC+8 | Cina              | 0 – 0 referto | Australia | Tuodong Stadium (32.000 spett.)\| Arbitro: \| Mohamed Al Saeedi \| |
| Arbitro:                               | Mohamed Al Saeedi |               |           |                                                                    |

| Arbitro: | Yūichi Nishimura |

|                 |           |  |
| Montesin 1’ 62’ | Marcatori |  |

| Doha 2 giugno 2008, ore 19:00 UTC+3 | Qatar        | 0 – 0 referto | Cina | Jassim Bin Hamad Stadium (9.000 spett.)\| Arbitro: \| Muhsen Basma \| |
| Arbitro:                            | Muhsen Basma |               |      |                                                                       |

| Arbitro: | Ravshan Irmatov |

|            |           |  |
| Kewell 47’ | Marcatori |  |

| Arbitro: | Kazuhiko Matsumura |

|              |           |  |
| Mohammed 28’ | Marcatori |  |

| Arbitro: | Tallat Najm |

|  |           |              |
|  | Marcatori | 14’ Quintana |

| Arbitro: | Abdul Bashir |

|          |           |                                    |
| Zhou 33’ | Marcatori | 41’ Emad Mohammed 66’ Nashat Akram |

| Arbitro: | Lee Gi-Young |

|                |           |                            |
| Al Khalfan 89’ | Marcatori | 17’ 56’ Emerton 75’ Kewell |

| Arbitro: | Ali Hamad Al-Badwawi |

|  |           |            |
|  | Marcatori | 76’ Bechir |

| Arbitro: | Khalil Al Ghamdi |

|  |           |               |
|  | Marcatori | 11’ Sun Xiang |